# 楊尚希
楊 尚希（よう しょうき、534年 - 590年）は、西魏から隋にかけての政治家・学者。本貫は恒農郡華陰県であるが、宇和川哲也は「楊紹は楊堅の族人であり、楊尚希は隋の宗室であり、これらも北族系人物が弘農楊氏を冒称したものと考えられる」「楊忠・楊紹・楊尚希は北族系人物と考えられる」と述べている。

## 経歴
楊承賓の子として生まれた。幼くして父を失い、11歳で母のもとを去って長安で学業を受けた。盧弁が尚希の才能を見いだして太学に入学させると、学問に精励して同輩からも傑出した。宇文泰に『孝経』を講義して目をかけられ、普六茹氏の姓を受け、国子博士に抜擢された。舎人に累進した。北周の明帝・武帝のときには、太学博士・太子宮尹・計部中大夫を歴任して、高都県侯の爵位を受け、東京司憲中大夫となった。宣帝のとき、山東と河北の治安工作にあたった。580年、尚希は相州で宣帝の死去を知ると、相州総管の尉遅迥とともに館で喪を発した。尉遅迥が異心を抱いていることを察知して、危険を避けるために夜中遁走して、長安に入った。楊堅は尚希を宗室あつかいして厚遇した。尉遅迥が武陟に駐屯すると、尚希は宗室の兵3000人を率いて潼関を守った。司会中大夫の位を受けた。
581年、隋が建国されると、度支尚書に任ぜられ、爵位は公に進んだ。1年あまりして、河南道行台兵部尚書として出向し、銀青光禄大夫の位を加えられた。ときに尚希は隋統治下の州郡の数が多すぎるため、これを整理するよう上表した。文帝（楊堅）は尚希の意見を容れて、統治下の諸郡を廃止した。まもなく尚希は瀛州刺史に任じられたが、赴任しないうちに、淮南を巡察するよう命令を受けた。帰還すると、兵部尚書となった。礼部尚書に転じ、上儀同の位を受けた。
尚希は性格が温厚で、学問にも精通していたので、高い名望があり、朝廷にも重んじられた。尚希は文帝が朝務に精励しすぎて身体を損なうことを心配し、政治の大枠を定めて、細かいところは宰相に任せるよう諫めた。文帝は喜んで、「公はわたしを愛する者である」と言った。尚希には足に持病があったので、文帝は「蒲州に美酒があり、足の病に効く」と勧めた。このため尚希は蒲州刺史に任ぜられて出向し、蒲州宗団驃騎を兼ねた。蒲州で治水と開墾の事業につとめて、善政で知られた。590年、在官のまま死去した。享年は57。諡は平といった。
子の楊旻が後を嗣ぎ、丹水県公・安定郡丞となった。

## 伝記資料
- 『隋書』巻四十六 列伝第十一
- 『北史』巻七十五 列伝第六十三